# Strijkkwartet nr. 13 (Villa-Lobos)
Heitor Villa-Lobos componeerde zijn Strijkkwartet nr.13 in 1951. Opvallend is het gebruik van chromatiek en het slot bestaande uit een tremolo en een C-majeur akkoord dat fff gespeeld dient te worden.

## Delen
1. Allegro non troppo
2. Scherzo vivace
3. Adagio
4. Allegro vivace

## Bron en discografie
- Uitgave Briljant Classics: Cuarteto Latinoamericano
- Uitgave Naxos: Danubius Kwartet

Strijkkwartet nr. 1 · Strijkkwartet nr. 2 · Strijkkwartet nr. 3 · Strijkkwartet nr. 4 · Strijkkwartet nr. 5 · Strijkkwartet nr. 6 · Strijkkwartet nr. 7 · Strijkkwartet nr. 8 · Strijkkwartet nr. 9 · Strijkkwartet nr. 10 · Strijkkwartet nr. 11 · Strijkkwartet nr. 12 · Strijkkwartet nr. 13 · Strijkkwartet nr. 14 · Strijkkwartet nr. 15 · Strijkkwartet nr. 16 · Strijkkwartet nr. 17